# Ryan Callahan
Ryan G. Callahan, född 21 mars 1985 i Rochester, New York, USA, är en amerikansk ishockeyspelare (högerforward) som spelar för Tampa Bay Lightning i NHL. Han har tidigare spelat för New York Rangers.

## Biografi
Callahan draftades av Rangers i den fjärde rundan som 127:e spelare totalt i 2004 års NHL-draft.
Säsongen 2006–07 tillbringade han till största delen i Rangers farmarlag Hartford Wolf Pack där han gjorde 55 poäng på 60 matcher men han fick även spela 14 matcher i NHL. Callahan spelade sin första NHL-match 1 december 2006 och gjorde sitt första mål 17 mars 2007 i en match mot Boston Bruins där han gjorde två mål. 
Efterföljande säsong spelade Callahan till sig en ordinarie plats i Rangers men trots detta spelade han bara 52 av lagets 82 grundseriematcher på grund av en knäskada som tvingade honom att avstå från ishockeyn i en månad. När han kom tillbaka fick han först spela 11 matcher i farmarlaget innan han åter blev uppkallad till NHL. 
Under OS 2010 spelade Callahan samtliga USA:s sex matcher när man tog silver efter att ha förlorat mot Kanada i finalen. 
Säsongen 2011-2012 valdes Callahan som lagkapten för Rangers.
5 mars 2014 trejdades Callahan till Tampa Bay Lightning i utbyte mot Martin St. Louis.

## Statistik

### Klubbkarriär
| 2000–01    | Syracuse Jr. Crunch | OPJHL      | 3   | 4   | 2   | 6   | 0   | —  | —  | —  | —  | —  |
| 2001–02    | Buffalo Lightning   | OPJHL      | 47  | 13  | 23  | 36  | 75  | —  | —  | —  | —  | —  |
| 2002–03    | Guelph Storm        | OHL        | 59  | 14  | 17  | 31  | 47  | 11 | 0  | 3  | 3  | 2  |
| 2003–04    | Guelph Storm        | OHL        | 68  | 36  | 32  | 68  | 86  | 22 | 13 | 8  | 21 | 20 |
| 2004–05    | Guelph Storm        | OHL        | 60  | 28  | 26  | 54  | 108 | 4  | 1  | 1  | 2  | 6  |
| 2005–06    | Guelph Storm        | OHL        | 62  | 52  | 32  | 84  | 126 | 13 | 7  | 17 | 24 | 20 |
| 2006–07    | Hartford Wolf Pack  | AHL        | 60  | 35  | 20  | 55  | 74  | —  | —  | —  | —  | —  |
| 2006–07    | New York Rangers    | NHL        | 14  | 4   | 2   | 6   | 9   | 10 | 2  | 1  | 3  | 6  |
| 2007–08    | Hartford Wolf Pack  | AHL        | 11  | 7   | 8   | 15  | 27  | —  | —  | —  | —  | —  |
| 2007–08    | New York Rangers    | NHL        | 52  | 8   | 5   | 13  | 31  | 10 | 2  | 2  | 4  | 10 |
| 2008–09    | New York Rangers    | NHL        | 81  | 22  | 18  | 40  | 45  | 7  | 2  | 0  | 2  | 4  |
| 2009–10    | New York Rangers    | NHL        | 77  | 19  | 18  | 37  | 48  | —  | —  | —  | —  | —  |
| 2010–11    | New York Rangers    | NHL        | 62  | 22  | 26  | 48  | 46  | —  | —  | —  | —  | —  |
| 2011–12    | New York Rangers    | NHL        | 76  | 29  | 25  | 54  | 61  | 20 | 6  | 4  | 10 | 12 |
| 2012–13    | New York Rangers    | NHL        | 45  | 16  | 15  | 31  | 12  | 12 | 2  | 3  | 5  | 6  |
| 2013–14    | New York Rangers    | NHL        | 45  | 11  | 14  | 25  | 16  | —  | —  | —  | —  | —  |
| NHL totalt | NHL totalt          | NHL totalt | 450 | 132 | 122 | 254 | 268 | 59 | 14 | 10 | 24 | 38 |